# Île aux Hoplias
L'île aux Hoplias est une île sur la Loire, en France, appartement administrativement à La Ville-aux-Dames.

## Description
Il s'agit d'un îlot sableux de moins de 500 m de long sur une largeur d'environ 100 m, le long de la rive gauche de la Loire. Il est délimité par deux cordons de sable émergés en période d'étiage.

## Histoire

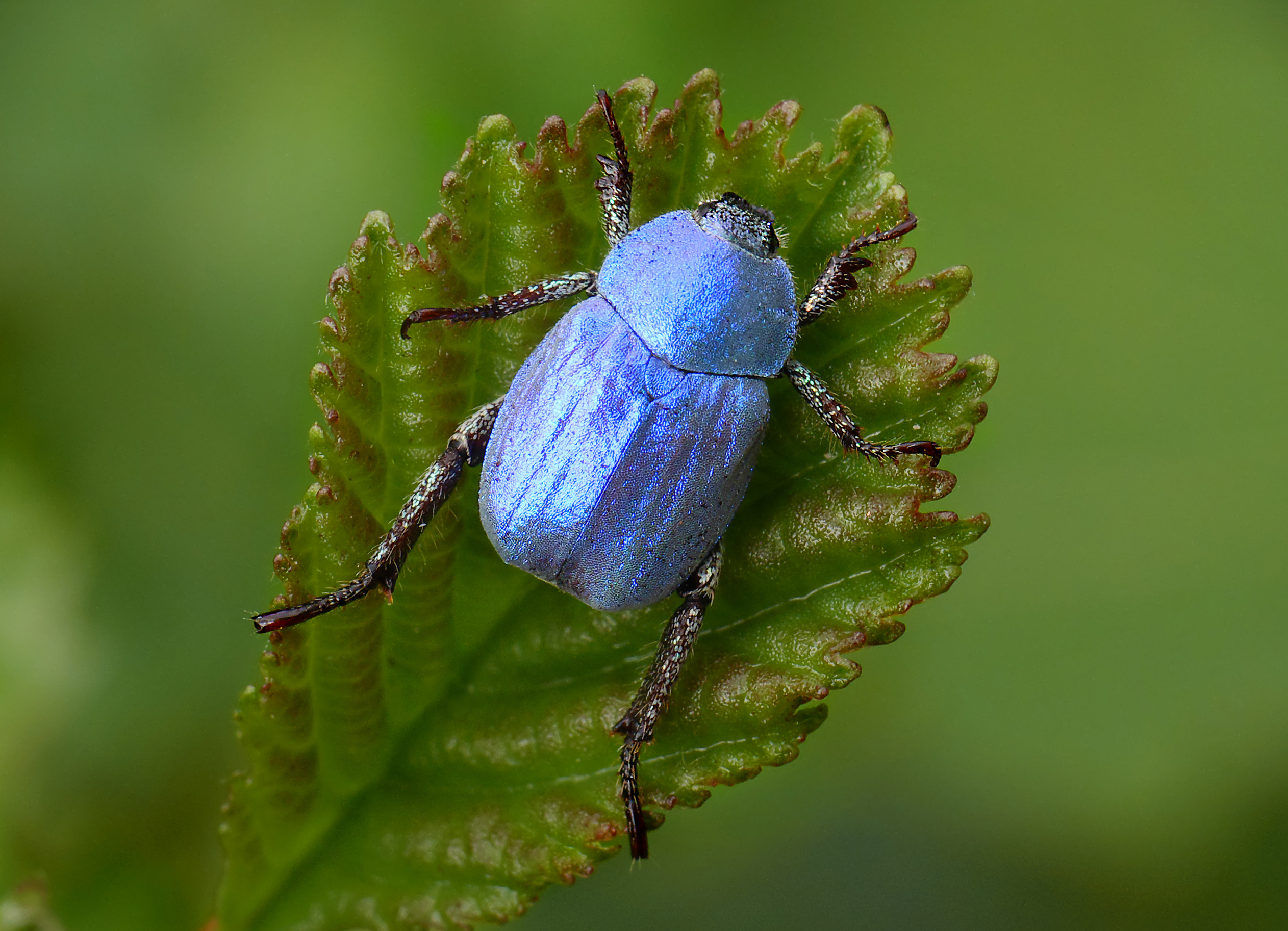
Hoplia coerulea mâle.

En novembre 1971, un colloque a lieu à Tours sur le thème des « Îles de la Loire ». C'est dans ce cadre que plusieurs de ses participants visitent une petite île à La Ville-aux-Dames. Ils y constatent la présence d'une colonie importante du coléoptère Hoplia coerulea. L'un des entomologiste demande, peu de temps avant sa mort, que l'île soit baptisée du nom de l'insecte ; sa demande est acceptée à titre d'hommage posthume.
Hoplia coerulea, qui fréquente les limons vaseux des cours d'eau, a été utilisée jusqu'au début du XXe siècle en Touraine par les plumassiers en tant que décoration complémentaire de leur parure. Les jeunes gens en faisaient également monter en bijou qu'ils offraient à leur fiancée.